# 番路鄉
番路鄉，舊稱「番仔路」，位於臺灣嘉義縣東部，北鄰竹崎鄉，東鄰阿里山鄉，西鄰嘉義市東區，南接中埔鄉、大埔鄉，位置上緊臨嘉義都會區，屬同一生活圈；物產上則以出產柿子與柿餅聞名。

## 名稱由來
- 番路之地名由來於本地恰位於通往阿里山鄒族番社的要道之上，故有此稱[2]。
- 清領時期此地為漢族與原住民交換貨物以及連往諸羅縣與阿里山鄒族之邊陲要衝。[3]

## 人口
根據嘉義縣竹崎戶政事務所統計，2024年底番路鄉戶數約4.3千戶，人口約1.1萬人，鄉內人口最多與最少的村分別是下坑村與草山村，2024年底兩村人口分別為2,015人與359人；人口密度最高與最低的村亦同，分別為每平方公里397人與14人。

## 政治

### 歷任首長
| 任次 | 姓名   | 黨籍       | 任期                            | 備註                     |
| ---- | ------ | ---------- | ------------------------------- | ------------------------ |
| 1    | 林耀宗 |            |                                 |                          |
| 2    | 林耀宗 |            |                                 |                          |
| 3    | 林耀宗 |            |                                 |                          |
| 4    | 吳兆宗 |            |                                 |                          |
| 5    | 吳瑞麟 |            |                                 |                          |
| 6    | 吳瑞麟 |            |                                 |                          |
| 7    | 林瑞騰 |            |                                 |                          |
| 8    | 林瑞騰 |            |                                 |                          |
| 9    | 廖萬榮 |            |                                 |                          |
| 10   | 廖萬榮 |            |                                 |                          |
| 11   | 游泰山 |            |                                 |                          |
| 12   | 游泰山 |            |                                 |                          |
| 13   | 張明達 | 中國國民黨 | 1998年3月1日 - 2002年2月28日    |                          |
| 14   | 張明達 | 無黨籍     | 2002年3月1日 - 2006年2月28日    |                          |
| 15   | 羅銀章 | 民主進步黨 | 2006年3月1日 - 2010年12月25日   |                          |
| 16   | 羅銀章 | 民主進步黨 | 2010年12月25日 - 2014年8月11日  | 任內病逝；祕書程家標代理 |
| 17   | 林清根 | 民主進步黨 | 2014年12月25日 - 2018年12月24日 |                          |
| 18   | 林清根 | 民主進步黨 | 2018年12月25日 - 2022年12月24日 |                          |
| 19   | 蕭博勝 | 無黨籍     | 2022年12月25日 -                | 現任                     |

### 鄉政組織
番路鄉公所是番路鄉最高層級的地方行政機關，在中華民國政府架構中為鄉自治的行政機關，同時負責執行縣政府及中央機關委辦事項，番路鄉的自治監督機關為嘉義縣政府。鄉長由全體鄉民直接選舉產生，任期為四年，可連選連任一次。番路鄉公所並置鄉政會議，為鄉政最高決策機構，在鄉長之下，設有5課3室等8個內部單位及2個附屬機關。
番路鄉民代表會是番路鄉的最高民意機關，代表番路鄉全體鄉民立法和監察鄉政。鄉民代表由公民直選選出，任期為四年，可連選連任。番路鄉民代表會共有11位鄉民代表，分別為第一選區7席鄉民代表、第二選區4席鄉民代表，主席、副主席由11位鄉民代表互選產生。

### 行政區

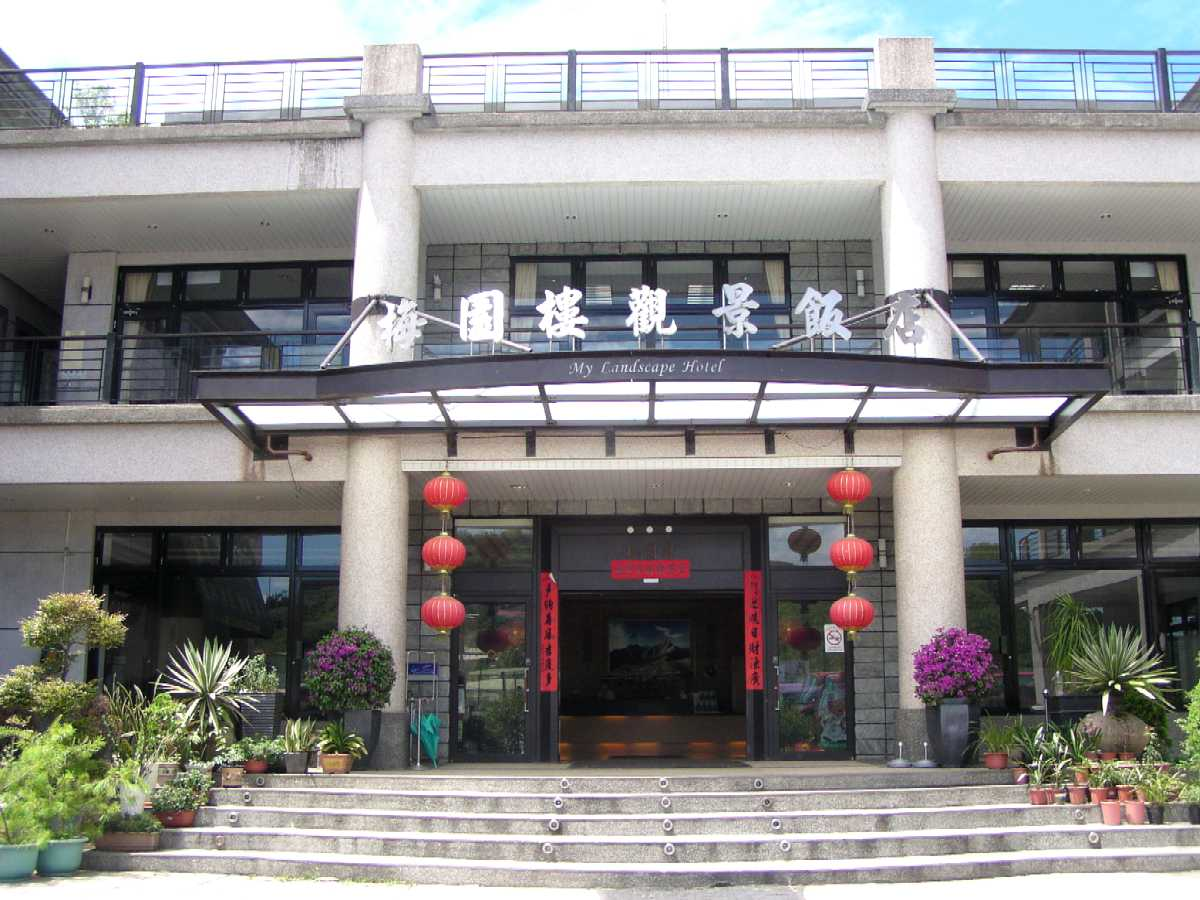
番路鄉公田村巃頭梅園樓觀景飯店，旁邊為巃頂步道

番路鄉區劃11村，由北而南排列依序為：大湖村、民和村、番路村、下坑村、江西村、新福村、內甕村、公田村、觸口村、公興村、草山村。
- 大湖村，位於東北端，面積13.005平方公里，聚落有茶科、火燒寮、湖尾、五百恩仔、下坪仔、雙溪、橫路、檳榔宅、紅筆仔壽、石腳桶、棟仔嶺。
- 民和村，位於中部，面積7.109平方公里，聚落有沈厝仔、客庄、頂客庄、下客庄、半天岩、岩仔腳、岩仔後。
- 番路村，位於中段，面積4.004平方公里，為本鄉最小的村，聚落有番路、頂番路、頂石頭埔、下石頭埔、對厝仔、坑底、後湖仔。
- 下坑村，位於西北部，面積5.081平方公里，為本鄉的行政中心所在地，聚落有菜公店、下坑、頂坑、三姓、菁仔宅、竹圍仔、中站、十字路、北勢。
- 江西村，位於西北部，面積5.049平方公里。聚落有江西寮、陳厝、李厝、劉厝、三橋仔、土地公崎、南埤、平畑、柿子腳、烏雅崎、平園、崎腳、頂角子。
- 新福村，位於南端偏西，面積5.006平方公里，聚落有大庄、崁腳、下宅仔、大片田尾、鳳梨園、五虎寮、公館仔。
- 內甕村，位於西南部，面積8.102平方公里，聚落有竹山、過溪仔、後坑仔、山腳、凸湖。
- 公田村，位於東部偏北，面積18.042平方公里，聚落有過龍仔、大路仔、馬厝、魯古石、板仔龍、坔田仔、巃頭、隙頂、厚殼仔、崩山仔、鞍頂、潮州湖。
- 觸口村，位於中部南段，面積6.061平方公里，聚落有觸口、牛埔仔、埔尾、過溪仔、九寮。
- 公興村，位於東部偏南，面積20.038平方公里，聚落有牛山溪仔、下路、苦苓橋、龍美、鞍腳、中寮、下寮、小公田、竹湖、外腦寮、內腦寮、頭凍、五越仔、厚殼仔、石鼓盤。
- 草山村，位於最南端，面積26.029平方公里，為本鄉最大的村，聚落有永興、水井仔、鹿窟仔、大吹、半嶺、公田底、山黃麻湖、草山、猴櫥底、交椅背、水笨湖。

### 警政治安
- 嘉義縣警察局中埔分局
  - 番路分駐所
  - 觸口派出所
  - 公田派出所

## 教育

### 國民中學
- 嘉義縣立民和國民中學(1966)：嘉義縣番路鄉下坑村菜公店30號

### 國民小學

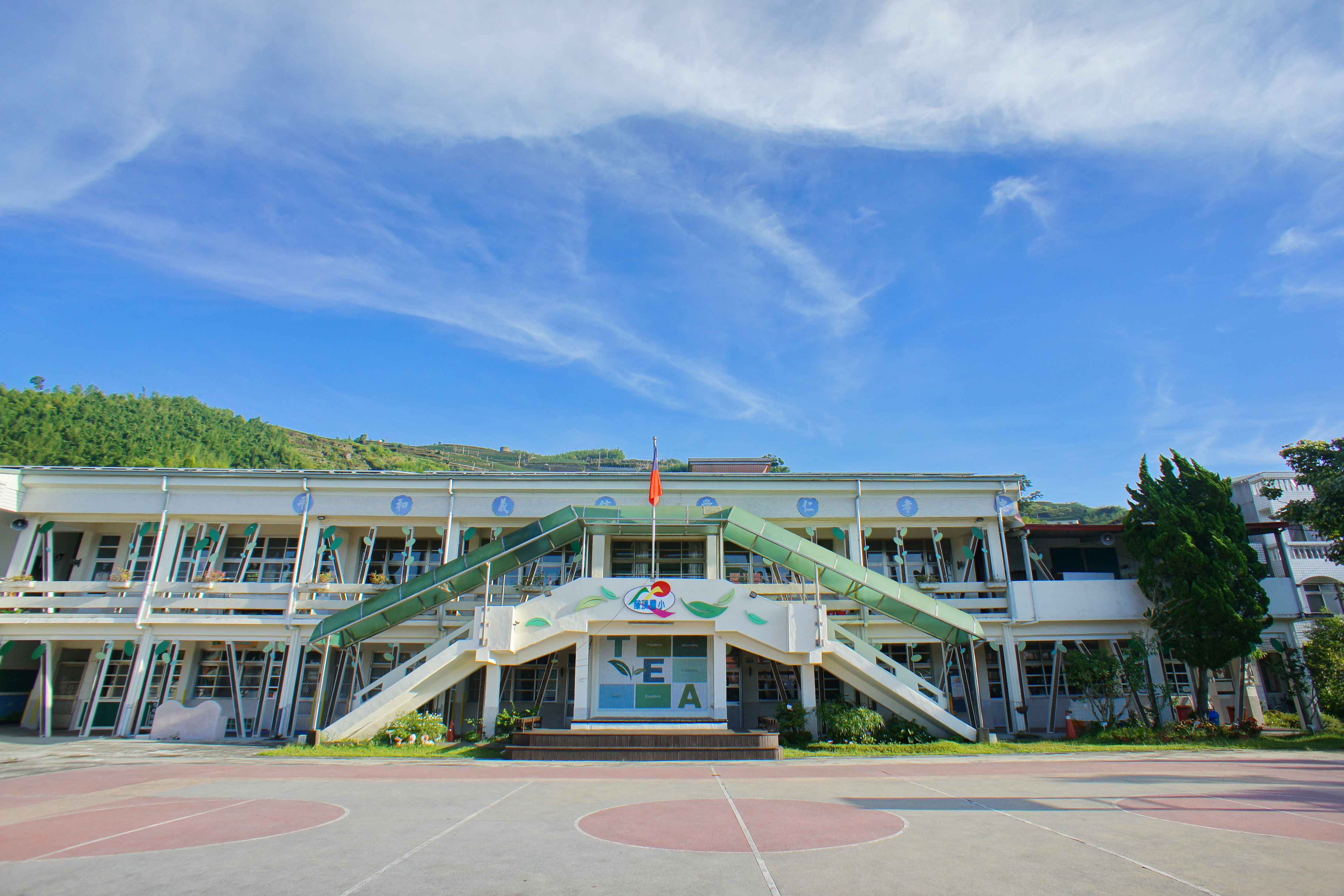
嘉義縣番路鄉隙頂國民小學

- 嘉義縣番路鄉民和國民小學(1920)：嘉義縣番路鄉下坑村菜公店91號
- 嘉義縣番路鄉大湖國民小學(1947)：嘉義縣番路鄉大湖村下坪仔8號
- 嘉義縣番路鄉隙頂國民小學(1949)：嘉義縣番路鄉公田村隙頂40號
- 嘉義縣番路鄉黎明國民小學(1949)：嘉義縣番路鄉觸口村觸口164號
- 嘉義縣番路鄉內甕國民小學(1959)：嘉義縣番路鄉內甕村凸湖1-1號 2024年委託私人辦理並轉型為實驗教育學校。
- 嘉義縣番路鄉公興國民小學(1953-2007)：嘉義縣番路鄉公興村中寮21號
- 嘉義縣番路鄉公田國民小學(1944-2008)：嘉義縣番路鄉公田村過龍仔22號.
- 嘉義縣番路鄉永興國民小學(1966-2016)：嘉義縣番路鄉草山村永興22號
- 嘉義縣番路鄉隙頂國民小學草山分校(1949-2015)：嘉義縣番路鄉草山村22號

## 交通

### 公車資訊

#### 嘉義市公車
- 標示者為全線配置無障礙公車；標示者為全線提供Wi-Fi連線服務。

| 編號             | 營運區間                                 | 經營業者 | 備註                            | 備註 |
| ---------------- | ---------------------------------------- | -------- | ------------------------------- | ---- |
| 幸福巴士樂活9A路 | 仁義潭水庫預約－東洋新村－榮民醫院長照點 | 捷乘交通 | - 假日行駛、配置福特9人座廂型車 |      |

2025年6月1日，嘉義市公車開闢樂活9A路，行駛至仁義潭水庫預約，為番路鄉第一條嘉義市公車系統路線。
- 嘉義客運
  - 7216 嘉義－觸口
- 嘉義縣公車處
  - 7302 嘉義－奮起湖
  - 7308 嘉義－半天岩
  - 7311 嘉義－埔尾
  - 7314 嘉義－達邦
  - 7317 嘉義－半天岩－大湖
  - 7318 嘉義－埔尾－大湖
  - 7319 嘉義－內埔－番路
  - 7322 嘉義－阿里山
  - 7329 高鐵嘉義站－阿里山
  - 幸福番路1路 菜公店－聖馬爾定醫院

### 公路
- 台3線
- 台18線：嘉義玉山線（阿里山公路、玉山景觀公路）
- 縣道159號
- 縣道159甲線：大華公路

## 信仰中心
- 半天岩紫雲寺
- 觸口龍隱寺
- 番路教會
- 真耶穌教會觸口教會

## 旅遊

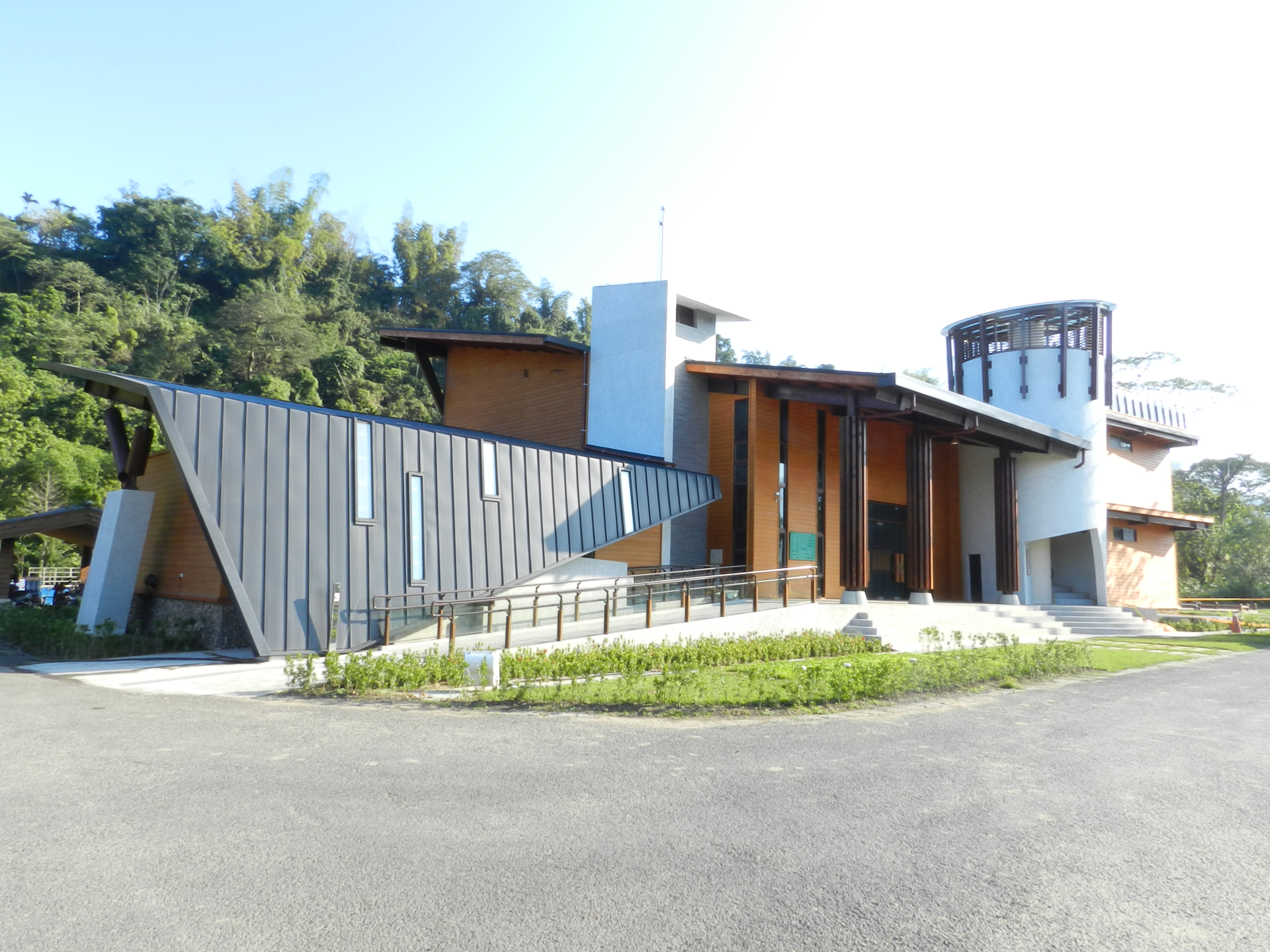
觸口自然教育中心

- 阿里山英迪格酒店
- 逐鹿社區
- 番路鄉農會柿餅spa工坊
- 番路農會飲冰柿茶集
- 阿里山18號愛情絲路
- 觸口遊客中心
- 觸口自然教育中心
- 仁義潭
- 隙頂雲海
  - 隙頂二延平步道觀雲平台
- 隙頂嘉義市夜景
- 情人瀑布(榮華山瀑布區)
- 三寶山
- 鳳凰瀑布
- 大湖尖山
- 三田瀑布
- 兄弟瀑布
- 燕巢瀑布
- 雙龍瀑布
- 青潭瀑布
- 青龍瀑布
- 梅花谷
- 葫蘆谷
- 公田石洞

- 觸口自然教育中心

## 特產
- 柿子、「柿餅」、「柿果子冰淇淋」
- 竹筍、桶裝竹筍、筍干
- 荔枝
- 高山茶

## 外部連結
- 番路鄉公所 （页面存档备份，存于）